# مارک تیلور (بازیکن فوتبال، زاده ۱۹۶۴)
مارک تیلور (انگلیسی: Mark Taylor؛ زادهٔ ۲۰ نوامبر ۱۹۶۴) بازیکن فوتبال اهل بریتانیا است.
از باشگاه‌هایی که در آن بازی کرده‌است می‌توان به باشگاه فوتبال بلکپول، باشگاه فوتبال هارتل پول یونایتد، باشگاه فوتبال کرو آلکساندرا، باشگاه فوتبال کاردیف سیتی، و باشگاه فوتبال رکسهام اشاره کرد.